# Old Dan's Records
Old Dan's Records è un album in studio del cantautore canadese Gordon Lightfoot, pubblicato nel 1973.

## Tracce
Side 1
1. Farewell to Annabel – 2:59
2. That Same Old Obsession – 3:46
3. Old Dan's Records – 3:05
4. Lazy Mornin' – 3:43
5. You Are What I Am – 2:37

Side 2
1. Can't Depend on Love – 3:12
2. My Pony Won't Go – 3:50
3. It's Worth Believin' – 3:24
4. Mother of a Miner's Child – 3:18
5. Hi'way Songs – 3:37